# فرخزاد (شهربابک)
فرخزاد، روستایی در دهستان خاتون‌آباد از توابع بخش مرکزی شهرستان شهربابک در استان کرمان است.